# Zdziechowa
Zdziechowa – wieś w Polsce położona w województwie wielkopolskim, w powiecie gnieźnieńskim, w gminie Gniezno. Liczy 827 mieszkańców. W centralnej części miejscowości znajdują się park, remiza, sklepy, a także stary zdewastowany budynek po młynie Mieczysława Jagodzińskiego. Miejscowość znajduje się na Szlaku Pałaców i Dworów Powiatu Gnieźnieńskiego.

## Historia
Historia wsi sięga średniowiecza. W 1243 roku współrządzący książęta wielkopolscy Przemysł I i jego brat Bolesław, oddając szpital św. Ducha w Gnieźnie pod zarząd bożogrobcom miechowskim, wymienili Zdziechowę pomiędzy posiadłościami szpitalnymi. W 1255 roku arcybiskup Pełka przekazał wieś bożogrobcom gnieźnieńskim, a proboszcz miechowski Henryk oddał ją Mikołajowi w celu osadzenia na prawie niemieckim.
Wieś duchowna, własność Klasztoru Bożogrobców w Gnieźnie pod koniec XVI wieku leżała w powiecie gnieźnieńskim województwa kaliskiego.
W 1834 roku właścicielem majątku Zdziechowa byli Zygmunt i Katarzyna Twardowscy. W 1856 roku rodzeństwo Twardowskich sprzedało go Adalbertowi Barnabarze. Rok później Zdziechowa przeszła w ręce Edwarda Wendorffa i pozostała w jego rodzinie do końca II wojny światowej.
Pod miejscowością stoczona została 30 i 31 grudnia 1918 roku bitwa, w wyniku której powstańcy pokonali oddziały Grenzschutzu.
W latach 1975–1998 miejscowość administracyjnie należała do województwa poznańskiego.

## Usługi i transport
W Zdziechowie znajdują się: stacja benzynowa, poczta, stacja gazowa, prywatne przedsiębiorstwa, remiza OSP.
Ruch pasażerski odbywa się za pośrednictwem PKS. Stacja kolejowa przeznaczona jest dla ruchu towarowego.

## Kościół NMP Nieustającej Pomocy
W Zdziechowie znajduje się kościół parafialny pod wezwaniem NMP Nieustającej Pomocy, zbudowany w latach 1937–1939 z cegły (z jedną drewnianą wieżą) i ozdobiony sgraffito. Wnętrze świątyni, zaprojektowanej przez Stefana Cybichowskiego, rozjaśnia prezbiterium z białego marmuru. Jej wyposażenie stanowią marmurowa chrzcielnica i ambona, nieczynne zabytkowe organy, konfesjonały, witraże, rzeźbiona droga krzyżowa z XX wieku. W 2009 roku kościół został odrestaurowany. Przy kościele zlokalizowane są plebania i dzwonnica.

## Oświata i kultura
We wsi znajdują się gminna biblioteka publiczna, przedszkole oraz Zespół Szkolno-Gimnazjalny dla ponad 200 uczniów, także tych z sąsiednich miejscowości, który mieści się w starym, zabytkowym dworze rodziny Wendorffów z 1870 roku. Od 2005 roku przy szkole działa 51 DSH "Pomarańczarnia", przekształcony w 51 Szczep Harcerski "Pomarańczowy".